# Ferrovia Turgi-Koblenz-Waldshut
La ferrovia Turgi-Koblenz-Waldshut è una linea ferroviaria a scartamento normale tra Svizzera e Germania.

## Storia
La linea fu pensata come parte del collegamento tra Zurigo e il Granducato di Baden.
Nell'ottobre 1857 la Großherzoglich Badische Staatseisenbahnen (G.Bad.St.E.) e la Schweizerische Nordostbahn (NOB) concordarono la costruzione di una linea ferroviaria transfrontaliera, aperta il 18 agosto 1859; fu il primo collegamento ferroviario tra Svizzera e Germania.
La NOB venne nazionalizzata il 1º gennaio 1902: le sue linee entrarono a far parte delle Ferrovie Federali Svizzere (FFS). L'esercizio è curato dalle FFS anche sulla sezione badese (tra Waldshut e il centro del ponte sul Reno).
La linea fu elettrificata nella tratta Turgi-Koblenz il 14 ottobre 1944; la tratta transfrontaliera fu elettrificata in occasione del cambio d'orario 1999.

## Caratteristiche
La linea, a scartamento normale, è lunga 17,01 km, è elettrificata a corrente alternata monofase con la tensione di 15.000 V alla frequenza di 16,7 Hz; la pendenza massima è del 13 per mille. È interamente a binario unico.

### Percorso
| Continuation backward |

| Station on track |

|  | Unknown route-map component "ABZgl" | Unknown route-map component "CONTfq" |

| Unknown route-map component "hKRZWae" |

| Station on track |

| Unknown route-map component "ABZgl" |

| Unknown route-map component "ABZg+l" |

| Station on track |

| Stop on track |

|  | Unknown route-map component "ABZg+l" | Unknown route-map component "CONTfq" |

| Station on track |

|  | Unknown route-map component "ABZgl" | Unknown route-map component "STR+r" |

|  | Enter and exit tunnel | Straight track |

| Unknown route-map component "CONTgq" | Unknown route-map component "KRZo" | One way rightward |

| Unknown route-map component "TZOLLWo" |

| Unknown route-map component "CONTgq" | Unknown route-map component "ABZg+r" |  |

| Station on track |

| Continuation forward |

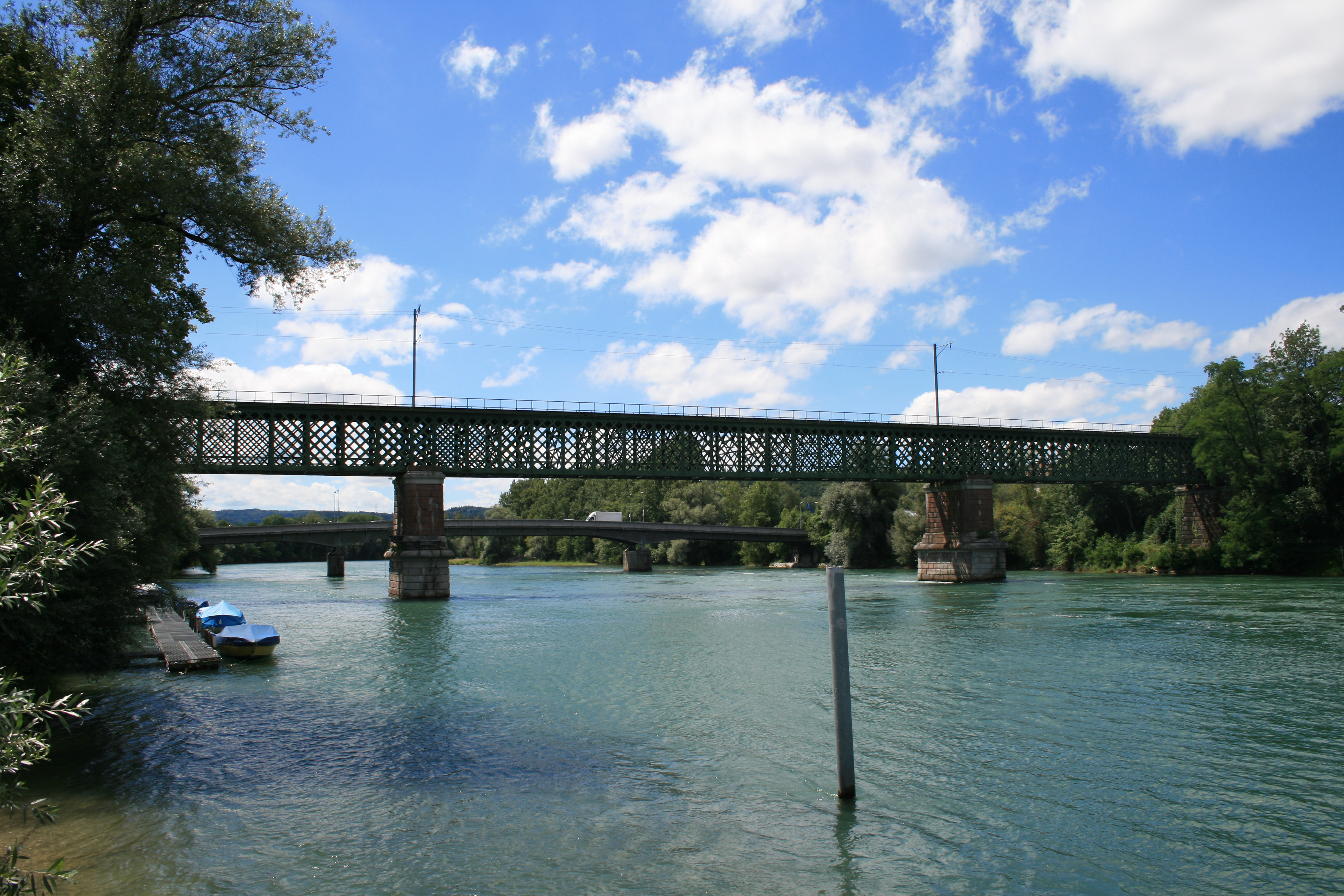
Il ponte sul Reno tra Koblenz e Waldshut

La linea parte dalla stazione di Turgi, sulla ferrovia Zurigo-Olten; viene quindi attraversato il fiume Limmat. Correndo parallelamente al corso del fiume Aar, la ferrovia serve Untersiggenthal e transita nei pressi della centrale nucleare di Beznau. Toccate Döttingen e Klingnau si giunge al nodo ferroviario di Koblenz.
Sovrappassata la linea per Winterthur, la ferrovia attraversa il Reno su di un ponte metallico risalente all'apertura della linea e classificato come bene culturale di importanza nazionale.
La linea termina nella stazione di Waldshut, sulla ferrovia dell'Alto Reno.